# Hello – Goodbye
Hello – Goodbye ist eine britische Filmkomödie von Jean Negulesco mit Michael Crawford, Curd Jürgens und Ira von Fürstenberg in den Hauptrollen.

## Handlung
Der smarte, jungenhafte Charmeur und Automechaniker Harry England heißt nicht nur so, er ist sogar Engländer, und seine ganze Liebe gilt schicken Luxus- und Sportkarossen. Als er gerade in Südfrankreich mit seinem Aston Martin an eine Tankstelle fährt, lernt er die bildschöne, blonde Aristokratin Dany kennen. Die hat ein Problem mit ihrem Rolls-Royce, der liegen geblieben ist. Die beiden jungen Leute finden rasch Gefallen aneinander und beschließen, gemeinsam weiterzufahren. In Paris genießen sie das Leben in schicken Bistros und die Liebe in einem sehr viel weniger schicken Billighotel. Das kurze, rauschhafte Glück findet bald ein Ende, als Dany zurück nach Südfrankreich, genauer: nach Marseille, will, während Harry heim nach London muss. Bald erreicht Harry eine Nachricht eines gewissen Baron de Choisis, und er kehrt nach Südfrankreich zurück. Dieser französische Edelmann der alten Schule bietet Harry einen gut bezahlten Auftrag: Er soll sich um die edle Oldtimer-Sammlung des Barons kümmern und zugleich Kindermädchen für dessen halbwüchsigen Spross Raymond spielen.
Bald erfährt Harry, dass Dany hinter diesem Auftrag steckt: Sie ist die Ehefrau des sehr viel älteren Edelmanns. Der durchschaut ganz offensichtlich Harrys Gefühle zu seiner Frau und scheint wohl auch nichts dagegen zu haben, dass die beiden jungen Leute ihre Affäre fortsetzen. Der Baron sagt unverblümt: „Anschließend kehrt sie immer zu mir zurück, und es läuft dann besser als je zuvor.“ Harry nimmt sich in Marseille ein Zimmer und bittet Dany, ihren Gatten zu verlassen. Doch das junge Luxusgeschöpf liebt all das, was ihr der Alte im Leben bieten kann und auch bietet und lehnt daher dankend ab, die feste Freundin des englischen Habenichts zu werden. Frustriert greift Harry zur Flasche, betrinkt sich hemmungslos und fährt anschließend in diesem Zustand den Rolls seines Gönners in den Swimmingpool. Der ist inzwischen seiner jungen, flatterhaften Ehefrau überdrüssig geworden und hat sich die junge US-Millionenerbin Evelyn Rossan geangelt. Die frustrierte Dany beschließt daraufhin, mit dem nächsten Schiff in die USA abzureisen. Harry rast an die Docks von Le Havre, wo er Dany im letzten Moment abfangen kann und überzeugt sie, bei ihm zu bleiben.

## Produktionsnotizen
Hello – Goodbye entstand 1969 unter anderem in Cannes und an der Côte d’Azur. Der Film wurde am 12. Juli 1970 in New York uraufgeführt, die deutsche Erstaufführung war am 16. Oktober desselben Jahres.
Der ursprünglich verpflichtete Regisseur Ronald Neame drehte ungenannt einige Szenen, ehe er wegen der ständigen Einmischungen am Set seitens des Chefs der Produktionsfirma, Darryl F. Zanuck, das Handtuch warf und Negulesco übernahm.
John Howell entwarf die Filmbauten, die Auguste Capelier umsetzte. Die Kostüme stammen aus der Hand von Rosine Delamare. Für das blonde Zanuck-Protegé Geneviève Gilles, das hier in erster Linie nackte Haut zu zeigen hatte, sollte dies der einzige Kinofilm bleiben.
Regisseur Negulesco drehte diesen Film und die Vorgängerinszenierung Die schmutzigen Helden von Yucca, ein Action- und Abenteuerfilm, kurz hintereinander ab. Beide Filme waren ausgesprochene Kassen- wie Kritikerflops; Negulescos Regiestil galt mittlerweile, rund um das Jahr 1970, als „hoffnungslos antiquiert“.

## Kritiken
Der Abschlussfilm Negulescos, des damals fast 70-jährigen und ebenso erfahrenen wie erfolgsverwöhnten Hollywood-Routiniers der 1950er Jahre (Untergang der Titanic, Wie angelt man sich einen Millionär?, Drei Münzen im Brunnen, Daddy Langbein), erhielt desaströse Kritiken. Nachfolgend einige Beispiele:

„Grottenschlechtes Dreiecksverhältnis, das nirgendwo hinführt und keinerlei Sinn ergibt. Schrecklich, schlaff, ärgerlich.“

„Ein langweiliger, oberflächlicher Unterhaltungsfilm, der distanzlos und unkritisch Leben und Lieben der Oberen Zehntausend  schildert. Einigermaßen erträglich nur durch Michael Crawford als der junge Autohändler.“

„Anspruchlos, ziellose, leicht zu vergessende romantische Komödie, voll von altmodischen Klischees ...“

Filmkritiker Roger Ebert meinte: „‚Hello-Goodbye‘ ist ein schrecklich blöder Film, ganz ohne Zweifel, aber er zeigt uns eine interessante Variation unseres guten alten Freundes, der ‚Idioten-Handlung‘. Eine Idioten-Handlung, Sie erinnern sich, ist eine Handlung, die jeden Mitwirkenden als Idioten benötigt. Andernfalls würde irgendjemand das Offensichtliche tun, die Krise würde überwunden werden und der Film wäre nach 13 Minuten vorbei.“